# Казанская церковь (Канава)
Церковь Казанской иконы Божией Матери (Казанско-Богородицкий храм) — утраченная православная церковь Симбирской епархии в слободе Канава города Ульяновска. Построена в 1856 году. Сломана в  1955—1956 годах при затоплении всей слободы Куйбышевским водохранилищем .

## История
В 1849 году в слободе Канава была построена часовня, а в 1854 году, на средства прихожан и других доброхотных жертвователей при заботах священника Дмитрия Михайловского, был построен холодный каменный храм. В 1857 году, на средства прихожан и пожертвования частных лиц, на правой стороне трапезы, был устроен тёплый придел во имя Святителя и Чудотворца Николая, а в 1859 году был устроен придел на левой стороне трапезы с престолом во имя святого великомученика Димитрия Мироточивого. В 1860 году на пожертвования был куплен колокол весом в 80 пудов (1,3 т). В 1861 году на средства, изысканные священником, при храме построили училище. В 1881 году храм был сделан весь тёплым, приделы в трапезе упразднены, а храм стал однопрестольным — в честь Казанской иконы Божией Матери. Причт состоял из двоих священников, дьякона и двоих псаломщиков. Прихожанами церкви являлись: сл. Канава, сл. Королёвка, сл. Часовня и дер. Петровка . В 1909 году в слободе Часовня была построена Никольская церковь, куда были приписаны прихожане сл. Нижняя Часовня и д.  Петровка.

## Советское время
В мае 1930 года Казанскую церковь закрыли. После закрытия Казанский храм превратили в межрайонный клуб «Аврора», позже к нему добавили кинотеатр и переименовали в «Ударник» (неофициальное название — «Фергано»). Перед созданием Куйбышевского водохранилища здание бывшей церкви разрушили, а место было затоплено.

## Описание
Из упразднённого в 1852 году Преображенского храма, который находился на территории Подгорья, за Волгой, доставили иконостас и утварь.
В 1920-е годы Казанский храм описывался как одноэтажное кирпичное оштукатуренное здание объёмом 1284 куб. м с двухъярусной колокольней и деревянной сторожкой.
До 1899 года в храме хранилась драгоценная риза древней иконы Скорбящей Божией Матери.

## Духовенство
- священник Дмитрий Саввович Михайловский (с 1850); диакон Василий Александрович Петров, дьячками — Александр Ефимович Фавстрицкий и Павел Благоразумов. Также сюда были переведены служители из упразднённого в 1852 году Преображенского храма[3].
- священник Алексей Благовидов (отец архиепископа Иоакима (Благовидов)[4]), диакон Василий Петров (на 1889)[3];
- священник Троицкий, церковный староста Михаил Балахонцев (на 1899)[3];
- священник Арсений Иванович Иванов, диакон Сергий Петрович Вознесенский (на 1926)[3];
- В 1930-е годы НКВД возбудила уголовные дела, были репрессированы: священник Никанор Акимович Трушин, члены церковного совета Алексей Егорович Суров и Леонтий Иванович Грибанов, иеромонах Александр (Александр Дмитриевич Карназеев). Реабилитированы Ульяновской облпрокуратурой в 1989 году[3].